# Pseudeoscarta pendleburyi
Pseudeoscarta pendleburyi är en insektsart som beskrevs av Victor Lallemand 1933. Pseudeoscarta pendleburyi ingår i släktet Pseudeoscarta och familjen spottstritar. Inga underarter finns listade i Catalogue of Life.